# Geluidskunst

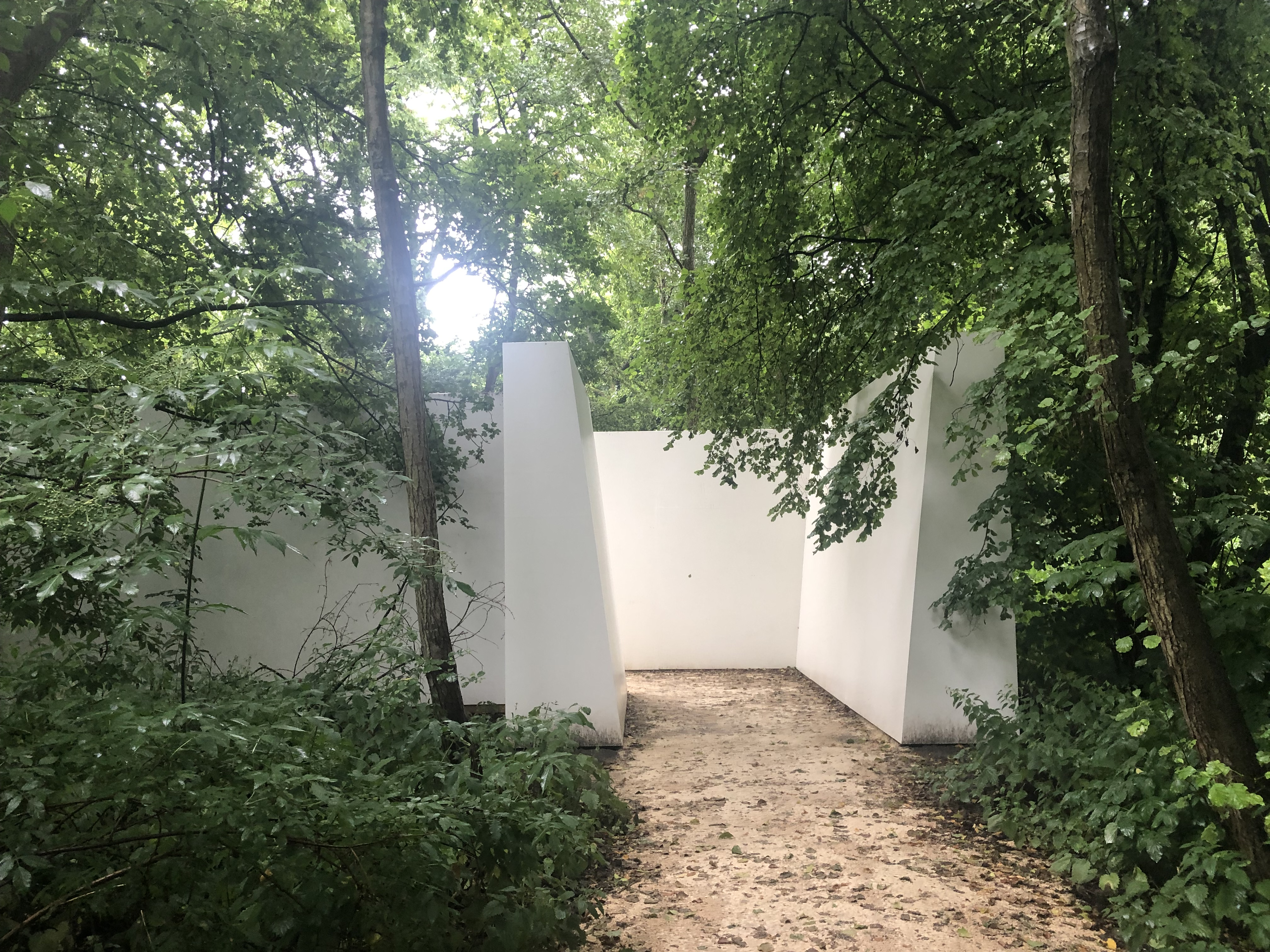
Geluidskunstwerk Passage van Bouke Groen op de Floriade in 2022

Geluidskunst is een vorm van kunst waarbij geluid gecombineerd wordt met beeldende kunst.

## Vormen
Vormen van geluidskunst zijn de geluidssculptuur en de geluidsinstallatie. Men spreekt in bepaalde gevallen van sound art, bijvoorbeeld bij computerbewerkingen die op een screen geprojecteerd worden en niet direct een 'sculpture' zijn. Geluidslandschap
In geval van objecten waarop door mensen gespeeld kan worden, spreekt men eerder van een experimenteel muziekinstrument. Het werk van Harry Partch is hier een treffend voorbeeld van. Wat exact nog een experimenteel muziekinstrument is of een sound sculpture is niet in alle gevallen strikt te stellen. De Bambuso sonoro van Hans van Koolwijk is bijvoorbeeld een experimenteel muziekinstrument dat hij zelf live bespeeld maar tevens een sculptuur, vanwege zijn exorbitante verschijningsvorm. Tarlo Bedaux Productions Relly Tarlo en Jacoba Bedaux starten begin jaren 80 met de Tracks reeks. Een serie performances waar zij op een eigen ontwikkeld instrument, spelen. Het instrument, bestaande uit diverse industriële pijpen, waardoorheen knikkers, pingpongballen, kogellagers etc. rollen en die door middel van contact microfoons akoestisch versterkt worden. Later ontstaan architectonische geluidsinstallaties, die de ruimte op een poëtische manier aftasten en een nieuwe dimensie geven. Panhuysen werd vooral bekend vanwege zijn langesnareninstallaties, die hij aanvankelijk in samenwerking met Johan Goedhart maakte. Daarin speelde hij in op de architectonische en akoestische eigenschappen van de ruimten waarvoor hij de installaties ontwierp. PLaying the spaces. Ook zijn er grensvervagingen richting performance kunst, zoals in het geval van sommige werken van Michel Waisvisz, zoals zijn 'The Hands' waarin zichzelf omhing met elektronische muziekinstrumenten en zelf een levend sculptuur werd. Ook het werk van Ellen Fullman bevindt zich tussen al die grensgebieden.

## Kunstenaars
Paul Panhuysen hield zich als kunstenaar actief bezig met deze kunstvorm. In het Apollohuis exposeerde hij met enige regelmaat eigen werk op dat gebied, alsook werken van andere geluidskunstenaars, onder wie Relly Tarlo en Jacoba Bedaux, Gordon Monahan en Laura Kikauka, Joe Jones, en Terry Fox. Iets vergelijkbaars deed Michel Waisvisz in STEIM. In twee festivals, ECHO. The Images of Sound (1984-1985 en 1987), presenteerde Het Apollohuis diverse geluidskunstenaars. Het Apollohuis publiceerde over elk van deze festivals een boek.